# Max Manus, opération sabotage
Pour plus de détails, voir Fiche technique et Distribution.
Max Manus, opération sabotage (Max Manus) est un film de guerre norvégien réalisé par Joachim Rønning et Espen Sandberg sorti en 2008. Le film raconte la biographie de Max Manus résistant norvégien de la Seconde Guerre mondiale. 

## Synopsis

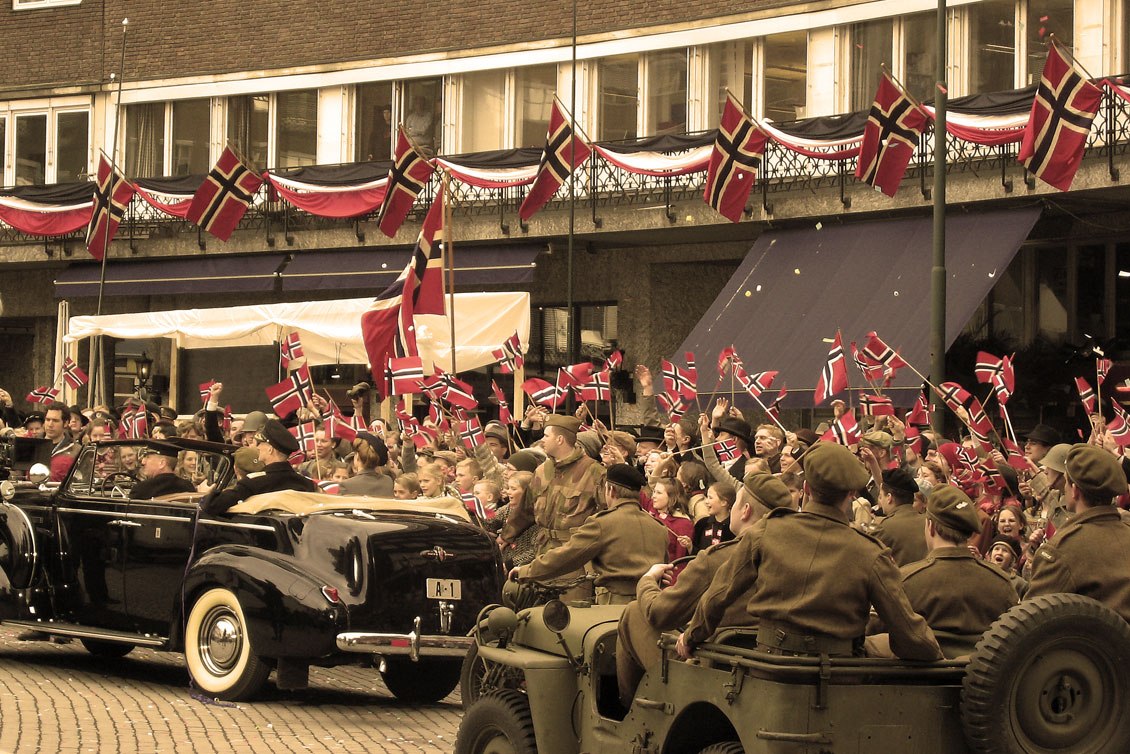
Image du tournage du film.

En 1940, dans une Europe ravagée par la guerre, Max Manus, après avoir combattu avec l'armée finlandaise contre les russes revient dans son pays occupé par les Nazis. 
Il cherche à se joindre à la résistance norvégienne mais il est capturé par la Gestapo. Après avoir réussi à leur échapper, il rejoint la résistance et part pour l'Écosse où il reçoit un entraînement spécial avant d'être renvoyé en Norvège. La lutte s’organise contre l’ennemi grâce à des opérations de sabotage contre les navires allemands. Max Manus va devenir un héros légendaire en organisant la plus importante opération de sabotage jamais menée : détruire le navire SS Donau, symbole de la suprématie nazie en Mer du Nord.

## Fiche technique
- Titre : Max Manus
- Titre français : Max Manus, opération sabotage
- Réalisation : Joachim Rønning et Espen Sandberg
- Scénario : Thomas Nordseth-Tiller
- Musique : Trond Bjerknes
- Photographie : Geir Hartly Andreassen
- Montage : Anders Refn
- Décors : Karl Júlíusson
- Production : B&T Film • Filmkameratene A/S • Miso Film (coproduction) • Roenbergfilm
- Genre : guerre, biopic
- Durée : 213 minutes
- Pays de production :  Norvège,  Allemagne,  Danemark
- Format : 16/9 compatible 4/3 - Format 2.35
- Dates de sortie : 
  - Norvège : 19 décembre 2008
  - Allemagne : 26 septembre 2009 (Festival du film de Hambourg)
  - Danemark : 8 janvier 2010
  - France : 21 avril 2010 (sortie en DVD)

## Distribution
- Aksel Hennie : Max Manus
- Agnes Kittelsen : Ida Nikoline 'Tikken' Lindebrække
- Nicolai Cleve Broch : Gregers Gram
- Ken Duken : Siegfried Fehmer
- Christian Rubeck : Kolbein Lauring
- Knut Joner : Gunnar Sønsteby
- Mats Eldøen : Edvard Tallaksen (sous le nom Mads Eldøen)
- Kyrre Haugen Sydness : Jens Christian Hauge
- Viktoria Winge : Solveig Johnsrud
- Petter Næss : Martin Linge
- Eirik Evjen : Sigurd Jacobsen
- Jakob Oftebro : Lars Emil Erichsen
- Pål Sverre Valheim : Hagen Roy Nilsen
- Julia Bache-Wiig : Sykesøster Liv